# Jerzy Kownacki
Jerzy Kownacki (ur. 11 września 1941 w Toruniu, zm. 16 lipca 2021 w Gdańsku) – polski duchowny rzymskokatolicki, doktor teologii, redaktor radiowy.

## Życiorys
Ks. Jerzy Kownacki przyjął święcenia kapłańskie 21 czerwca 1964 roku w wieku 23 lat, po uzyskaniu specjalnej zgody papieża Pawła VI, z rąk ówczesnego biskupa gdańskiego Edmunda Nowickiego. Czas jego studiów łączy się z powstawaniem Gdańskiego Seminarium Duchownego, gdzie był absolwentem drugiego rocznika w historii tej uczelni. Rok później młody prezbiter został skierowany na dalsze kształcenie do Rzymu. Ukończył Papieski Instytut Liturgiczny, Papieski Instytut Laterański i Papieski Instytut Pastoralny w Rzymie.
Uczestniczył w obradach Soboru Watykańskiego II. W 1971 roku ks. J. Kownacki uzyskał stopień doktora teologii. W 1987 roku, podczas pielgrzymki Jana Pawła II do diecezji gdańskiej, był ceremoniarzem papieskim. W swojej pracy duszpasterskiej pełnił również funkcję ceremoniarza biskupiego i wykładowcy liturgiki w Gdańskim Seminarium Duchownym.
Duchowny pracował w Radiu Watykańskim. Zasłynął jako redaktor Radia Plus, z którym związany był przez 28 lat. Znany był między innymi z porannej audycji „Ksiądz dobrze nastawiony”. Podjął także współpracę z Radiem Gdańsk i Telewizją Polską. W 2001 roku ks. Kownacki otrzymał tytuł Radiowa Osobowość Roku, a w 2005 roku Złotą Żyrafę miesięcznika „Styl życia” za Styl Mediów. W ostatnim czasie posługi kapłańskiej był kapelanem Domu Seniora w Gdańsku Przymorzu prowadzonego przez Caritas Archidiecezji Gdańskiej. 16 lipca 2021 roku zmarł w tej placówce, mając 80 lat. Uroczysty pogrzeb odbył się 20 lipca 2021 r. w archikatedrze oliwskiej. Mszy żałobnej przewodniczył biskup Zbigniew Zieliński. Ks. dr Jerzy Kownacki pochowany został na cmentarzu katolickim w Sopocie.

## Publikacje
- Święci i błogosławieni polscy (1850-1900): żywoty świętych i błogosławionych z ilustracjami dla dzieci (2003)[6];
- Na dobry dzień (2004)[7];
- Na kolejny dobry dzień (2005)[8]